# Климовск
Кли́мовск — район города Подольска в Московской области. В 1977—2015 годах имел статус города областного подчинения.
Находится в 21 км к югу от МКАД и в 1 км к югу от основной части города Подольска.
Железнодорожная станция Гривно и платформа Весенняя на направлении Москва — Курск.
Население — 56 239 чел. (2015).
Площадь территории Климовска составляла 16,25 км², она занимала большую часть территории нынешнего городского округа (17,27 км²). Протяжённость с севера на юг составляет 4,5 км, с запада на восток — 3,8 км.

## География
Район Климовск находится в южной части города Подольска. Железнодорожной линией делится на две части — восточную (Весенняя) и западную (Гривно). Окружён лесами. В состав района включён парк «Дубрава». Высота центра над уровнем моря — 175 м.
| Ближайшие города (по прямой) | Ближайшие города (по прямой) | Ближайшие города (по прямой)    |
| ---------------------------- | ---------------------------- | ------------------------------- |
| Северо-запад: Троицк 19 км   | Север: Подольск 1.5 км       | Северо-восток: Домодедово 17 км |
| Запад: Наро-Фоминск 48 км    |                              | Восток: Бронницы 47 км          |
| Юго-запад Балабаново 58 км   | Юг: Чехов 25 км              | Юго-восток: Михнево 38 км       |

По территории Климовска протекают реки Рожай (Сосновка) и Петрица. Район находится на водоразделе рек Мочи и Рожайки, являющихся правыми притоками первого порядка реки Пахры. Расположен Климовск на Москворецко-Окской равнине, в центре Восточно-Европейской равнины. Климат — умеренно континентальный с относительно мягкой зимой и тёплым влажным летом. Среднеянварская температура — около −10 °C, среднеиюльская — +17 °C. Средняя продолжительность лета — 130 дней. Частое прохождение циклонов с Атлантики и иногда со Средиземноморья обуславливает увеличение облачности. Среднегодовое количество осадков — 550 мм. Больше всего осадков выпадает летом, меньше всего — зимой. Средняя толщина снежного покрова зимой — 8—10 см. Воздух не сильно загрязнён, до строительства эстакады наибольшая концентрация вредных газов была в районе Сергеевского железнодорожного переезда.
Добыча природных ископаемых не ведётся, однако на юго-восточной окраине Климовска расположено месторождение глин и легкоплавких суглинков для кирпича.
В лесах вокруг Климовска водятся белки, ужи и другие животные. Широко распространены птицы (дятлы, синицы, воробьи, снегири, голуби, вороны, грачи, сороки и другие).

## Местное самоуправление
Представительным органом бывшего городского округа Климовск являлся Совет депутатов, который состоял из 19 депутатов избиравшихся по четырём округам. С 27 марта 2008 года и до упразднения (в 2015 году) Совета депутатов его председателем являлся Андрей Николаевич Меньшов.

### Главы города
- 1940—1948 Георгий Васильевич Безобразов
- 1948—1949 Фонарёв Сергей Семёнович
- 1949—1960 Алексей Григорьевич Еньков
- 1961—1975 Иван Георгиевич Рожков
- 1975—1984 Александр Георгиевич Иванов
- 1984—1989 Виктор Прокофьевич Горбань
- 1989—1997 Лев Николаевич Архиереев
- 1997—2004 Михаил Михайлович Разуваев
- 2004—2008 Андрей Николаевич Меньшов
- 2008—2013 Евгений Викторович Патрушев
- 2013—2015 Владимир Николаевич Иванов

### Управление микрорайоном в составе Подольска
С 13 июля 2015 года Климовск приобрёл статус микрорайона города Подольска. Два избирательных округа поделены примерно наполовину по железнодорожной линии, пролегающей по территории Климовска: 17 округ — восточная часть города (а также прилегающие к нему посёлки Подольской МИС, Гривно и Мотовилово), 16 округ — западная часть города (включая заречный микрорайон Климовска).
Начальники территориального управления «Климовск»
- Лаптев Павел Викторович
- Эмиль Ерусланович Акки[6]

## История
Город получил своё название от деревни Климовка, которая в XIX веке располагалась на территории современного Климовска.
По одной из версий (изложена в книге краеведа Михаила Некрасова «История Климовска»), первые упоминания о деревне Климовке приходятся на 1826 год. Именно сюда, к дороге из Москвы на Тулу, княгиня Елизавета Вяземская отселила своих крестьян, назначив старостой жителя Коледино Климента (Клима) Семёнова. От его имени предположительно и пошло название деревни. Климовка была местом обслуживания проезжающих по Тульскому тракту путников. Согласно «Поземной книге населённых и ненаселённых земель Московской губернии», вышедшей в 1865 году, деревня Климовка вошла в состав Колединской волости. Помимо содержания постоялых дворов крестьяне занимались земледелием, а зимой извозом дров. Климовское сельское общество включало в себя 62 временнообязанных крестьянина, которым в надел была выделена 201 десятина 1200 саженей земли.
По другой версии, деревня Климовка была основана в 1882 году на месте болот и лесов.
Развитие Климовска тесно связано с историей машиностроительного завода. Проложенная в непосредственной близости от деревни железная дорога позволила группе фабрикантов начать в 1882 году строительство завода по производству деталей для ткацких станков. Так появилось «Товарищество механических изделий по изготовлению запасных частей к текстильному оборудованию». Наиболее крупными потребителями продукции нового завода были серпуховские фабрики, Никольская мануфактура Саввы Морозова, Богородско-Глуховская мануфактура и другие.
В 1893 году в Климовке проживало 228 человек.
С 1910 года в Климовке начал работу небольшой кирпичный завод.
В 1917 году был организован Климовский сельский Совет. К 1928 году Климовск превратился в рабочий посёлок с развитой промышленностью. Со временем помимо «Товарищества… по изготовлению запасных частей…» (в 1918 году переименован в Климовский машиностроительный завод (КМЗ)) появлялись новые заводы: в 1930 году — фетрообувная фабрика, в 1934 году — фабрика игрушек, в 1936 году — Климовский штамповочный завод (завод № 188, завод № 711, п/я 6).
К 1940 году посёлок был полностью электрифицирован, 52 % жилой площади оборудовано водопроводом и канализацией, 47 % — центральным отоплением.
7 октября 1940 года Климовск стал городом. На момент образования в городе имелась больница, амбулатория, два здравпункта, четыре школы (две начальные, семилетка и десятилетка). К этому времени в Климовске проживало 11 тысяч жителей. Незадолго перед Великой Отечественной войной на территории рынка был построен хлебозавод.

### Великая Отечественная война
В 1941 году город оказался в прифронтовой зоне, подвергаясь неоднократным авиационным бомбёжкам. С самолётов сбрасывались листовки с предложением сдаться в плен. Многие жители участвовали в боевых действиях, все взрослые климовчане участвовали в строительстве оборонных укреплений. Некоторые записывались в партизаны и народное ополчение. Крупнейшие градообразующие предприятия — КМЗ (во время войны заводу был присвоен № 750) и КШЗ — были частично эвакуированы (КМЗ в Пензу и Ташкент, КШЗ в Новосибирск), а частично переоборудованы под производство продукции для армии. Штамповочный завод производил патроны, а машиностроительный — мины. Многие жители Климовска были представлены к наградам.
Из документов Московского областного НКВД известно, что с 1 ноября 1944 года на территории КШЗ появился охраняемый лагерь — шестое лагерное отделение проверочно-фильтрационного лагеря № 174, который с 1943 года базировался в Подольске. В нём содержались красноармейцы и офицеры, попавшие во время Великой Отечественной войны в плен или находившиеся в окружении. Вместимость лагеря составляла 1 000 человек.
В июне 1944 года одно из отделений КШЗ было выделено в самостоятельное Центральное конструкторское бюро №3 (ЦКБ-3), которое после Великой Отечественной войны получило название Конструкторское бюро автоматических линий имени Л. Н. Кошкина (КБАЛ).

### После войны
После войны город стал очень быстро развиваться. Машиностроительный завод вновь вернулся к производству ткацких станков. В 1946 году в Климовск переведено особое конструкторское бюро № 44 (ОКБ-44, позднее НИИ-44, с 1949 года — филиал ЦНИИточмаша), а в 1950 году — Центральный научно-исследовательский институт точного машиностроения (ЦНИИточмаш, до 1961 года — НИИ-61, п/я 7, п/я 98).
В 1947 году открыли плотину через Петрицу.
1954 год — «год рождения» воинской части Климовска — в/ч 34608, она же 309-й Центральный радиопеленгационный узел связи Главного разведывательного управления, который был предназначен для отслеживания самолётов-носителей ядерных боеголовок и разведывательной авиации потенциального противника.
В 1955 году по решению Министерства оборонной промышленности в Климовске был создан филиал особого конструкторского бюро № 16 (ОКБ-16, позднее КБТМ, КБточмаш имени А. Э. Нудельмана).
В 1960 году был открыт дом культуры «Машиностроитель» (ул. Ленина). На следующий год начинается асфальтирование улиц. Улицы Школьную и Центральную (сейчас — Ленина) асфальтируют первыми. В 1967 году на Центральной улице около дома культуры установлен памятник Ленину (скульптор — Н. В. Томский) и обелиск «Скорбящей матери» на Октябрьской площади (скульптор — Л. П. Земсков). 5 ноября 1970 года у Привокзальной площади открывается памятник климовчанам, погибшим в Великой Отечественной войне.
В 1965 году учреждена «Книга почёта передовиков социалистического соревнования города Климовска», куда заносятся имена людей, внёсших особо большой вклад в развитие Климовска (95 имён). Через 10 лет при КМЗ открывается музей трудовой славы.
В 1968 году появился завод по производству железобетонных конструкций и строительных изделий (сейчас ОАО «Завод ЖБИ»).
В 1976 году сдано в эксплуатацию новое здание школы № 1. 28 января 1977 года Указом Президиума Верховного Совета РСФСР Климовск отнесён к категории городов областного подчинения.
В 1991 году произошёл августовский переворот. В ночь на 26 августа была попытка сноса памятника Ленину около ДК «Машиностроитель».
В 1993 году Климовск вошёл в число городов-наукоградов и получил пятую категорию среди городов с численностью населения от 50 000 до 100 000 человек.
В 1994 году при взрыве в редакции газеты «Московский комсомолец» погиб климовчанин Дмитрий Холодов (советский и российский журналист), сейчас одна из улиц города носит его имя.
29 мая 1999 года муниципальное образование «Город Климовск Московской области» внесено в федеральный реестр муниципальных образований Российской Федерации.
В последнем году XX века открылся Климовский историко-краеведческий музей.
2002 год — утверждён герб Климовска.
В 2004 году в городе появилось бесперебойное водоснабжение.
В 2005 году муниципальное образование «Город Климовск» получило статус городского округа.
В начале 2015 года была сформирована рабочая группа по вопросу объединения городских округов Подольска, Климовска и Подольского муниципального района в единый городской округ Подольск. В комиссию вошли представители всех трёх преобразуемых муниципальных образований.
1 июня 2015 года городской округ Климовск упразднён как муниципальное образование и включён в состав городского округа Подольск вместе с Подольским муниципальным районом. 13 июля 2015 года упразднён город областного подчинения Климовск как административно-территориальная единица, вошёл в состав города областного подчинения Подольск.

## Население
| 1926    | 1931    | 1939    | 1959    | 1967    | 1970    | 1971    |
| ------- | ------- | ------- | ------- | ------- | ------- | ------- |
| 200     | ↗3300   | ↗10 913 | ↗29 478 | ↗37 000 | ↗42 856 | ↗44 800 |
| 1979    | 1982    | 1986    | 1987    | 1989    | 1992    | 2000    |
| ↗53 926 | ↗55 000 | ↗57 000 | →57 000 | ↘56 720 | ↗57 500 | ↘55 400 |
| 2001    | 2002    | 2003    | 2005    | 2006    | 2009    | 2010    |
| ↘55 100 | ↗55 644 | ↘55 600 | ↘55 400 | ↘55 300 | ↗56 002 | ↗56 186 |
| 2011    | 2012    | 2013    | 2014    | 2015    |         |         |
| ↘56 160 | ↗56 440 | ↘56 207 | ↘56 206 | ↗56 239 |         |         |

Демография
Динамика демографических показателей представлена в таблице:
| Год  | Умерло(чел.) | Родилось(чел.) | Результат миграции | Прирост  |
| ---- | ------------ | -------------- | ------------------ | -------- |
| 2000 | 922          | 338            | +300               | -284     |
| 2001 | 1072         | 358            | +609               | -105     |
| 2002 | 1028         | 429            | +329               | -270     |
| 2003 | 1037         | 449            | +312               | -276     |
| 2004 | 1029         | 431            | +389               | -209     |
| 2005 | 1056         | 463            | +562               | -31      |
| 2006 | 999          | 418            | +683               | +102     |
| 2007 | 973          | 490            | +1100              | +483     |
| 2008 | 957          | 570            | н.данных           | н.данных |
| 2009 | 937          | 553            | н.данных           | н.данных |
| 2010 | 951          | 606            | н.данных           | н.данных |
| 2011 | 843          | 573            | 560                | +290     |
| 2012 | 879          | 592            | 43                 | -244     |

Климовский центр занятости населения приводит следующие данные (городской округ Климовск на 1 января 2013 года)
Численность населения — 56 077 человек
Экономически активное население — 32 413 человек
Занятое население — 29 781 человека
Численность безработных граждан — 158 человек
Количество вакансий — 518
Среднемесячная заработная плата за 2012 год — 22 187 руб.

## Экономика
На 1 января 2010 года на территории муниципального образования осуществляли деятельность 217 организаций промышленности и науки. Основные виды выпускаемой продукции: полимерные трубы и соединительные части, насосы, компрессоры и оборудование к ним, пластиковые окна и двери, пищевые продукты, крепёжные изделия, потребительские товары из пластика, бумага, картон, мебель, продукция оборонного назначения.
Научные разработки и проектно-изыскательские работы на территории города осуществляют:
- Центральный НИИ точного машиностроения (разработка образцов вооружений);
- ООО «КБАЛ им. Л. Н. Кошкина» (Конструкторское бюро автоматических линий имени Льва Николаевича Кошкина);
- НТЦ «Версия»;
- ЗАО «Би-вест».

Предприятия города:
- Климовский специализированный патронный завод (производство боеприпасов);
- ООО «ДЖИЛЕКС» (завод по производству насосов и насосного оборудования);
- Климовский трубный завод;
- Климовский лакокрасочный завод;
- Климовский опытно-экспериментальный завод;
- Завод «Хамелеон»
- Фабрика деревянных игрушек «Климо».
- Климовский завод монетных заготовок ООО «ГУРТ»

Общий экономический оборот на территории города за 2009 год составил 16,1 млрд рублей против 13,9 млрд рублей в 2008 году (+15,1 %).
В 2010 году общий экономический оборот составил 21,5 млрд рублей (рост по сравнению с 2009 годом — 23,3 %)
В 2009 году в бюджет города поступило 1 137,5 млн рублей (+35,9 % к 2008 году). План по доходам выполнен на 98,5 %. Основным доходным источником городского бюджета в 2009 году был налог на доходы физических лиц — 261,28 млн рублей (2008 год — 183,1 млн рублей). Расходные обязательства бюджета выполнены на сумму 1 198,13 млн рублей (2008 год — 932,97 млн рублей). Основной удельный вес составили расходы на образование — 38,7 %, здравоохранение, физическую культуру и спорт — 37,2 %, жилищно-коммунальное хозяйство — 5,2 %, социальную политику — 5,2 %, культуру, кинематографию — 5,5 %. По состоянию на 1 января 2010 года долговых обязательств у муниципального образования «Городской округ Климовск» не было.
В реальном секторе экономики в 2009 году трудилось 7 043 человека, в бюджетном секторе экономики средняя численность работников составила 3 551 человек. В целом по городу в 2009 году численность работников выросла по сравнению с 2008 годом на 1,8 % и составила 15,6 тыс. человек.

## Строительство
Первая волна активной застройки города была в конце 20-х, начале 30-х годов XX века. Была отремонтирована больница, построены первый детский сад, стадион, ясли, появились 4 школы (первая была основана ещё в XIX веке). В 1927 году Моссовет ассигновал КМЗ 150 тысяч рублей (по тем временам — огромные деньги) на постройку 30-квартирного дома, а уже в следующем, 1928 году, завод взял ссуду в Московском городском банке на сумму 250 тысяч рублей на строительство домов для рабочих. Ремонтируются заводские казармы, сооружаются трёхэтажные кирпичные дома на улице Заводской, малоэтажные деревянные дома. В заводском посёлке сооружается сразу 10 общежитий на 12-16 комнат. Активно возводятся собственные дома — если первый рабочий посёлок был основан ещё в конце XIX века, то в 30-х годах следующего их было уже четыре. В 1933 году все посёлки и Климовка были объединены. Если в середине третьего десятилетия жилой фонд составлял 29,3 тысяч кв. м., то всего за период с 1935 по 1938 год он вырос до 48,2 тыс. кв. м. Строительство первого четырёхэтажного дома было начато в 1938 году. За год до этого было создано жилищное управление. Перед войной весь посёлок был электрифицирован, 52 % домов имели водопровод и канализацию, 8 % всех улиц было замощено. За 2 года до войны, в посёлке проживало примерно 10900 жителей.
Во время Великой Отечественной войны многие объекты подвергались бомбёжкам, много дорог было разбито, иногда бомбы попадали в дома, в Петрицу. Однако, жителям города удалось защитить такой важный объект, как КМЗ.
После войны началась вторая волна строительства. Началась она со сноса бараков. Взамен их сооружались двухквартирные шлакобетонные дома и двухэтажные восьмиквартирные (такие дома до сих пор сохранились, например на Южном посёлке, на Гривно последние из них находились на Школьной улице и были снесены в 2014 году). На Центральной (сейчас — Ленина) улице возводили трёхэтажные дома, на Лесной (сейчас — Рожкова) появились другие многоэтажные дома. С 1947 года в городе обновили водопровод и электросети. В конце пятого десятилетия в городе открылся больничный комплекс.
Основными строительными организациями Климовска до 70-х годов XX века были строительные управления крупнейших предприятий — КМЗ в западной части города, КШЗ и ЦНИИточмаш в восточной его части. В 1969 году на базе Управления капительного строительства КШЗ (УКС КШЗ, УКС п/я 98). было создано «Строительное управление № 80» (СУ-80, позднее СМУ-80, «Спецстроймонтаж № 1»), на счету которого строительство значительной части зданий и сооружений северо-восточной части Климовска.
Последняя волна строительства началась уже в нашем[уточнить] столетии. Сначала начался ремонт тротуаров и дорог во дворах домов. Были приняты решения о сносе некоторых домов. Началось активное строительство многоквартирных домов с количеством этажей от 10 до 16. Был открыт торгово-развлекательный центр «Хамелеон». 31 октября 2007 года открылась Сергеевская эстакада, заменившая железнодорожный переезд у деревни Сергеевка. Мост имеет длину 360 метров и ширину 18 метров. Пропускная способность эстакады — более 6000 машин в сутки.
В 2008 году иностранной компанией Raven Russia началась застройка восточной промышленной зоны складами класса А.
По данным на 2003 год в Климовске было 94 улицы.

## Транспорт
По состоянию на 2008 год протяжённость автодорог Климовска составляла 48,2 км. Крупнейшие улицы — проспект 50-летия Октября (центральная на Весенней), Ленина (центральная на Гривно), Победы (около жилых домов и мест отдыха), Школьная (жилые дома), Индустриальная (промышленная зона, гаражи, АЗС «Татнефть»). Через город проходят железная дорога Москва — Севастополь (станции Весенняя и Гривно), а также дорога федерального значения Москва — Симферополь (М-2).
Автобусные перевозки осуществляют ООО «Автомиг» и автоколонна № 1788 — филиал ГУП МО «Мострансавто».

### Автобусные маршруты
- № 1 Жилой городок — Гривно (станция);
- № 3 Гривно (станция) — м/р «Дубки» (часть рейсов до остановки Ул. Циолковского);
- № 4 Гривно (станция) — Гипермаркет «Глобус»;
- № 29 Гривно (станция) — Подольск (Московская железная дорога);
- № 35 Подольск (Московская железная дорога) — м/р «Дубки»;
- № 62 Фабрика игрушек — дер. Сертякино;
- № 426 Октябрьская площадь — Лесопарковая (станция метро) (Москва);
- № 868 Гривно (станция) — Бульвар Дмитрия Донского (станция метро) (Москва).

## Символика
Герб и флаг города был утверждён 12 апреля 2008 года. Идея герба принадлежит Николаю Климову. Флаг по содержанию аналогичен гербу. Герб и флаг двухцветные — синий цвет вверху и красный внизу. На красном фоне из обеих сторон выходят два ткацких челнока. На синем фоне изображена раскрытая книга. Ранее существовавший герб был принят 31 октября 1977 года. В верхней части герба была золотая надпись Климовск на красном фоне, на красном фоне внизу была изображена часть шестерни, а внутри неё — ткацкие челноки. Все части герба были разделены золотой рамкой. В остальном герб был аналогичен новому.
Гимн Климовска был принят 15 мая 2002 года. Автор текста — Эмма Лозовская, автор музыки — Станислав Гарновский.

## Образование
В Климовске семь дневных школ (4616 учеников на 2008 год, 356 учителей), одна вечерняя (63 ученика на 2008 год) и одна коррекционная (52 ученика на 2008 год). Помимо этого, открыты 98 предметных кружков.
В школах города в 2009 году проходили обучение 4 947 учащихся, было открыто 189 классов. Средняя наполняемость классов составляла 25,5 человека. В дошкольных учреждениях города в 2009 году получали образование 2 183 ребёнка (72 % от общего количества климовских детей дошкольного возраста). 446 выпускников детских садов пошли в первый класс. 193 ребёнка не посещали детсады из-за дефицита мест в дошкольных учреждениях.
В мае 2010 года климовскими школами было выпущено 11 одиннадцатых классов общей численностью 277 учащихся, 20 девятых классов (508 учеников) и восемь девятиклассников коррекционной школы.
Среди педагогов города более 60 почётных работников общего образования Российской Федерации, шесть заслуженных работников образования Московской области, четыре человека имеют звание «Заслуженный учитель России». В городе работают 17 лауреатов именной премии губернатора Московской области и более 60 лауреатов именной премии главы города Климовска.

### Школа № 1
Школа № 1 — старейшее учебное заведение города. Она появилась в 1888 году. До 1976 года она была восьмилеткой и располагалась на улице Школьной в двух зданиях, одно из которых уцелело до сегодняшнего дня. В 1976 году на улице Рощинской было построено новое трёхэтажное блочное здание. По состоянию на 2012 год в школе обучаются более 1280 человек.
С 2006 года имеет статус экспериментальной площадки по внедрению и использованию инновационных образовательных программ, в том числе информационных технологий.
Начальная школа осуществляет образовательную деятельность по адаптированным типовым программам « Планета Знаний» и «Школа 2100».
Школа награждена почётным знаком «За заслуги перед городом II степени».

### Лицей (школа № 2)
Открылась в 1960 году как восьмилетняя школа. Статус лицея присвоен в 2003 году.
1960 г. — год основания климовской восьмилетней школы
1962 г. — год основания климовской средней школы № 2
1997 г. — открытие филиала начальной школы, расширение учебного заведения
1998 г. — присвоение школе статуса школы с углубленным изучением предметов
1998 г. — присвоение почетного звания «Школа года — 98» за творческий поиск, успешное обучение и воспитание
2001 г. — присвоение учреждению общественного статуса «Школа развивающего обучения»
2001—2002 гг. — Школа — абсолютный победитель предметных олимпиад в городе
2003 г. — присвоение образовательному учреждению статуса лицея
2005 г. — лицей занял 1 место в областном конкурсе «На лучшую учебно-материальную базу гражданской обороны среди учреждений образования Московской области»
2006 г. — Лицей — победитель приоритетного национального проекта «Образование»
2006 г. — Лицей стал экспериментальной площадкой Международной Ассоциации развивающего обучения
2007 г. — Лицей — пилотная базовая школа регионального комплексного проекта модернизации образования
2008 г. — 1 место в областном смотре-конкурсе на лучший кабинет ОБЖ
2008 г. — Лицей — лауреат (1 место) областной краеведческой конференции учащихся Московской области в номинации «Культурное наследие»
2008 г. — Лицей — участник апробации модельной системы оплаты труда в рамках регионального комплексного проекта модернизации образования
2011 г. — Лицей — кафедральное базовое образовательное учреждение ГОУ Педагогическая академия последипломного образования
2012 г. — Лицей — автономное образовательное учреждение
2014 г. — Лицей — Муниципальное бюджетное общеобразовательное учреждение

### Школа № 3
1 сентября 1938 года школа № 3 г. Климовска, единственная средняя школа города, приняла первых своих учеников. До Великой Отечественной войны школа сделала два выпуска, в 1940 и 1941 году.

### Гимназия им. Подольских курсантов (Школа № 4)
Гимназия им. Подольских курсантов ранее имела являлась СОШ № 4 была открыта 27 февраля 1938 года.
В 1940 году учебное заведение располагалось в помещениях двух деревянных бараков на современной ул. Дм. Холодова (бывш. Февральская). В сентябре 1947 года школа переехала в здание ВОХР штамповочного завода (ул. Заводскую д.4б). В 1974 г. школа вновь переехала по адресу проспект 50-летия Октября, д. 18.
Статус гимназии присвоен в 1996 году, одновременно с этим образовательное учреждение было признано лучшей школой Подмосковья.
Гимназия имени Подольских курсантов награждена памятными знаками отличия: «Ветеран Подольских военных училищ. Октябрь 1941 г.» (1995 год), «За заслуги перед городом» 2 степени (2013 год).

### Школа № 5
Открылась в 1959 году. МОУ СОШ № 5 с углублённым изучением отдельных предметов[каких?] носит имя Дмитрия Холодова, который в ней учился.

### Школа № 6
Учебное заведение начало свою работу 1 сентября 1966 года.

### Школа № 7
Начало работу 1 сентября 2020 года.

### Школа на улице Победы 3 "В"
Новая школа строится на территории парка "Дубрава". Многие жители были возмущены вырубкой деревьев в парке, но стройка всё равно продолжилась и здание планируют закончить в начале 2025 года.

## Культура
- Историко-краеведческий музей
- Музей Подольских курсантов (располагается в Гимназии им. Подольских курсантов)
- Музей этнографии и русского быта (располагается в Гимназии им. Подольских курсантов)
- Музей природы (располагается в Гимназии им. Подольских курсантов)
- Детский парк культуры и отдыха
- Парк культуры и отдыха «Дубрава»
- Дом культуры им. 1 Мая
- Дом культуры «Машиностроитель»
- Универсальный спортивно-оздоровительный центр «Юность».
- Библиотечная система (4 филиала)

## Спорт
В 1978 году в городе прошла летняя спартакиада народов СССР — «Боевой смотр здоровья миллионов тружеников города и деревень». Во время эстафеты Олимпийского огня на Олимпиаде-1980 факелоносцем от города Климовска был выбран токарь КМЗ, герой социалистического труда Алексей Колесов. КШЗ выпустил в честь Олимпиады партию спортивных патронов «Олимп», а созданный в 1980 году ансамбль «Климовчанка» принял участие в открытии игр.
В мае 2008 года в Климовске открылся универсальный спортивный центр «Юность» с плавательным бассейном. Рядом с «Юностью» расположен стадион «Весна». В юго-западной части города работает физкультурно-спортивный комплекс «Заречье», в состав которого входит стадион «Труд». В 2005 году в Климовске открыт спортивный клуб инвалидов «Русич».
В УСЦ «Юность» с 2012 года базируется и проводит домашние матчи мини-футбольный клуб «КПРФ», двукратный чемпион российской Суперлиги и бронзовый призёр Лиги чемпионов УЕФА по мини-футболу.

## Климовск в культуре
- 2015 — Домработница (мини-сериал)[значимость факта?]

## Города-побратимы
1. Новочебоксарск (Россия)
2. Ихтиман (Болгария)
3. Вильнюс (Литва)